# Списак фобија
Следи списак или листа фобија до сада регистрованих у психијатрији.

## Психолошка стања
- аблутофобија - страх од купања
- агатеофобија - страх од лудила
- агирофобија - страх од улица и раскрсница
- агорафобија - страх од отворених простора
- аграфобија - страх од сексуалног злостављања
- аерофобија - страх од летења
- ајибофобија - страх од палиндрома
- аквафобија - страх од воде
- акрофобија - страх од висине
- алгофобија - страх од бола
- алиумофобија - страх од белог лука
- алодоксафобија - страх од мишљења
- амаксофобија - страх од возила или вожње
- амбулофобија - страх од ходања
- ангрофобија - страх од љутње
- андрофобија - страх од одраслих мушкараца
- анкраофобија - страх од ветра
- антофобија - страх од цвећа
- антропофобија - страх од људи
- апеирофобија - страх од бесконачности
- аракибутирофобија - страх да се путер од кикирикија не залепи за непце
- аритмофобија - страх од бројева
- астрафобија - страх од грмљавине, муња
- ателофобија - страх од несавршености
- аулофобија - страх од флаута
- аурофобија - страх од злата
- аутофобија - страх од самог себе
- баизофобија - страх од пада
- балистрофобија - страх од пројектила
- беломофобија - страх од игле
- библиофобија - страх од књига
- бленофобија - страх од неугодних течности, слузи
- бромидофобија - страх од телесних мириса
- бронтофобија - страх од невремена, грмљавине
- вестиофобија - страх од одела (егзибиционизам)
- викофобија - страх од вештица
- гамофобија - страх од брака
- гелиофобија - страх од смеха
- генофобија - страх од секса
- гимнофобија - страх да ће нас неко видети нагог
- гинекофобија - страх од жена
- глософобија - страх од јавног наступа (говора)
- дадаскалиенофобија - страх од одласка у школу
- дементофобија - страх од лудила
- демонофобија - страх од демона
- дендрофобија - страх од дрвећа
- дентофобија - страх од зубара
- децидофобија - страх од доношења одлука
- дикефобија - страх од правде
- дипсофобија - страх од пијења
- дисморфофобија - страх од сопствене појаве
- дистихофобија - страх од несрећа
- доксофобија - страх од примања похвала
- дромофобија - страх од преласка улица
- еисопрофобија - страх од огледала и видети себе у огледалу
- еклесиофобија - страх од цркава
- екофобија - страх од сопственог дома
- елеутерофобија - страх од слободе
- еметофобија - страх од повраћања
- ендорфобија - страх од осећања среће и задовољства
- енисофобија - страх од критика и признања греха
- епистаксиофобија - страх од крварења из носа
- ергофобија - страх од рада
- еритрофобија - страх од црвењења или црвене боје
- еуфобија - страх од добрих вести
- зелофобија - страх од љубоморе
- зеусофобија - страх од Бога
- зуигерфобија - страх од усисивача
- идеофобија - страх од нових идеја
- илингофобија - страх од вртоглавице
- итифалофобија - страх од укрућеног пениса (ерекције)
- јатрофобија - страх од лекара
- какофобија - страх од ружноће
- калигенофобија - страх од лепих жена
- кардиофобија - страх од срца или болести срца
- карнофобија - страх од меса
- карцинофобија - страх од рака (болести)
- катопторофобија - страх од огледала
- кенофобија - страх од празног простора
- кирофобија - страх од руковања
- клаустрофобија - страх од затворених простора
- клинофобија - страх од кревета и лежања у кревету
- коиметрофобија - страх од гробља
- коитофобија - страх од полног односа
- копридофобија - страх од проституције и полних болести
- копрофобија - страх од измета
- корофобија - страх од плеса и играња
- ксеноглософобија - страх од страних језика
- лалофобија - страх од причања, говора
- лигрофобија - страх од повишеног гласа
- лимнофобија - страх од језера
- линонофобија - страх од канапа, гајтана и везивања
- локиофобија - страх од рађања
- мастигофобија - страх од кажњавања
- медомалакутофобија - страх од губљења ерекције
- меланофобија - страх од црне боје
- менофобија - страх од менструације
- мизофобија - страх од прљавштине и заразе
- мирмекофобија - страх од мрава
- монофобија - страх од самоће
- некрофобија - страх од болести уопште
- никтофобија - страх од мрака
- нозофобија - страх од болести уопште
- нозокомефобија - страх од болница
- нудофобија - страх од голотиње
- нумерофобија - страх од бројева
- олфактофобија - страх од мириса
- омброфобија - страх од кише
- онеирофобија - страх од снова
- ономатофобија - страх да ће се чути одређена реч
- опиофобија - страх од лечења опиоидима
- ортофобија - страх од власништава
- охлофобија - страх од гужве (руље)
- пагофобија - страх од леда и смрзавања
- панфобија - страх од свега
- папафобија - страх од папе
- параскевитрискаидекафобија - страх од петка тринаестог
- партенофобија - страх од лепих девојака
- педиофобија - страх од лутака
- пекатофобија - страх од греха
- пеладофобија - страх од ћелавих људи
- пентерафобија - страх од свекрве или таште
- пирофобија - страх од ватре
- плутофобија - страх од богатства
- погофобија - страх од туђе браде
- подофобија - страх од стопала
- потамофобија - страх од реке и воде која тече
- прозофобија - страх од напретка
- проктофобија - страх од ануса
- птеригофобија - страх од летења
- сајберфобија - страх од компјутера
- сајприфобија - страх од курви
- сидеродромофобија - страх од возова
- симетрофобија - страх од симетрије
- ситофобија - страх од хране
- сколинофобија - страх од школе
- софофобија - страх од учења
- социјална фобија - страх од друштва
- сциофобија - страх од сенке
- талматофобија - страх од мочвара
- танатофобија - страх од смрти
- тафофобија - страх од помисли да ће бити жив сахрањен
- тахофобија - страх од брзине
- тератофобија - страх од рађања чудовишта
- тетрафобија - страх од броја 4
- технофобија - страх од напредне технологије
- токофобија - страх од рађања
- тонзурофобија - страх од шишања
- трипанофобија - страх од инјекције и других убода
- трипофобија - страх од рупа
- трискаидекафобија - страх од броја 13
- трихофобија - страх од косе
- тропофобија - страх од промена
- уранофобија - страх од раја
- фагофобија - страх од гутања хране, једења
- фазмофобија - страх од духова
- филематофобија - страх од љубљења
- филофобија - страх од заљубљивања
- фобатривофобија - страх од тривијалности везане за фобије
- фобофобија - страх од страха
- фотофобија - страх од светлости
- фригофобија - страх од хладноће
- фронемофобија - страх од размишљања
- хагиофобија - страх од светаца и светих предмета
- хадофобија - страх од пакла
- хапетофобија - страх од додира
- харпаксофобија - страх од пљачке
- хедонофобија - страх од осећаја пријатности
- хексакосиохекеконтахексафобија - страх од броја 666
- хемофобија - страх од крви
- хипотомностросесквипедалиофобија - страх од дугих речи
- хистерофобија - страх од конверзационог конфликта
- ходофобија - страх од путовања
- хомиклофобија - страх од магле
- хоплофобија - страх од пиштоља
- хрематофобија - страх од новца
- кулрофобија - страх од кловнова

## Фобије од животиња
- агризофобија - страх од дивљих животиња
- алектрофобија - страх од пилића
- аилурофобија - страх од мачака
- арахнофобија - страх од паукова
- бактериофобија - страх од бактерија
- батрахофобија - страх од жаба и других водоземаца
- дорафобија - страх од крзна животиња
- еквинофобија - страх од коња
- ентомофобија - страх од инсеката
- зоофобија - страх од животиња
- ихтиофобија - страх од риба
- кинофобија - страх од паса
- книдофобија - страх од убода инсеката
- лепидоптерофобија - страх од лептира
- мелисофобија - страх од пчела
- мирмекофобија - страх од мрави
- мотефобија - страх од мољаца
- мурофобија - страх од мишева и пацова
- орнитофобија - страх од птица
- офидиофобија - страх од змија
- паразитофобија - страх од паразита
- педикулофобија - страх од вашију
- птеронофобија - страх од перја
- родентофобија - страх од глодара
- сфексофобија - страх од зоља
- хелминтофобија - страх од црва
- херпетофобија - страх од гмизаваца
- хироптофобија - страх од слепих мишева

## Непсихолошка стања
- библиофобија - страх или мржња према књигама
- липофобија - избегавање масне хране
- осмофобија - преосетљивост на мирисе која изазива аверзију према мирисима
- фонофобија - преосетљивост на звукове која изазива аверзију према звуковима
- фотофобија - преосетљивост на светло која изазива аверзију према светлу
- хоплофобија - политички израз за страх од ватреног оружја

## Биологија, хемија
- ацидофобија - преференција за некисела стања
- липофобност - особина одбацивања масноће
- олеофобност - особина одбацивања уља
- суперхидрофобност - својство дато материјама које су изузетно тешке за влажење
- термофобија - аверзија према врућини
- фотофобија (биологија) -  тенденција да се избегава светлост или негативан одговор на фототропизам
- хелиофобија - аверзија према сунчевој светлости
- хидрофобија - особина одбијања воде

## Предрасуде и дискриминација

### Расистички и ксенофобни осећаји
- албанофобија - мржња или страх од Албанаца
- англофобија - мржња или страх од Енглеза
- германофобија - мржња или страх од Немаца
- индофобија - мржња или страх од Индијаца
- исламофобија - мржња или страх од Муслимана
- јудеофобија - мржња или страх од Јевреја
- кристианофобија - мржња или страх од Хришћана
- кроатофобија - мржња или страх од Хрвата
- корјофобија - мржња или страх од Корејаца
- ксенофобија - мржња или страх од странаца
- лусофобија - мржња или страх од Португалаца
- нипонофобија - мржња или страх од Јапанаца
- полонофобија - мржња или страх од Пољака
- русофобија - мржња или страх од Руса
- синофобија - мржња или страх од Кинеза
- славофобија - мржња или страх од Словена
- србофобија - мржња или страх од Срба
- сунифобија - мржња или страх од Сунита
- туркофобија - мржња или страх од Турака
- хиндуфобија - мржња или страх од Хиндуса
- хиспанофобија - мржња или страх од Шпанаца
- шиафобија - мржња или страх од Шиита

### Предрасуде о различитим категоријама људи
- бифобија - мржња или страх од бисексуалаца
- геронтофобија - мржња или страх од старијих људи
- ефебиофобија - страх од тинејџера
- ксенофобија - мржња или страх од странаца
- лезбофобија - мржња или страх од лезбејки
- педофобија - мржња или страх од беба или деце
- психофобија - мржња или страх од менталних болести и ментално оболелих особа
- трансфобија - мржња или страх од трансродних особа
- хетерофобија - мржња или страх од хетеросексуалаца
- хомофобија - мржња или страх од хомосексуалаца